# Електричний імпеданс

Геометричне уявлення абсолютної величини імпедансу

Імпеда́нс (англ. impedance від лат. impedio — перешкоджати) — комплексний опір, який позначається здебільшого {\textstyle Z} і вимірюється в Омах.
Імпеданс визначається, як
{\displaystyle Z=R+iX},
де {\textstyle R} — активний опір, {\textstyle X} — реактивний опір.
Імпеданс можна записати й у тригонометричній формі:
{\displaystyle Z=|Z|(\cos \varphi +i\sin \varphi )},
де {\displaystyle |Z|} — абсолютна величина імпедансу, а {\displaystyle \varphi } — фаза.
Абсолютна величина імпедансу дорівнює
{\displaystyle |Z|={\sqrt {R^{2}+X^{2}}}}.
Використання імпедансу дозволяє, розраховуючи електричні кола, визначати водночас амплітуду й фазу струму та напруги на елементах кола.
Це поняття вперше ввів у науковий обіг Олівер Гевісайд у 1886 році.

## Імпеданс заСтраттоном
У світі, котрий переповнений різноманітністю, досить зручно вводити величини, а потім спекулювати (в сенсі рефлексії) над їхніми значеннями.
Для дилетанта група осцилюючих параметрів, які мають відношення до мережі першопричин, мають мало значення такі поняття, як змінний струм в системі із індуктивних котушок та конденсаторів.
Проте електричний ланцюг може бути побудований так, що його поведінка та вібрації механічної системи можуть бути сформульовані одними й тими самими диференційними рівняннями, тому між механічними й електричними системами буде повна відповідність: струм замінює швидкість, напруга — силу, а індуктивність і ємність лінії передачі — масу й еластичні властивості джерела.
Таким чином виходить, що одна абсолютна реальність речей звичних, проте мало зрозумілих, через інерцію переноситься на іншу, поки що мало звичну…, і тому маса й індуктивність є лише представниками, чи іменами категорій, що за ними приховуються.
Якими би філософсько значимими не були механічні, електричні та хімічні аналогії, фізики вдало скористалися ними в процесі своїх досліджень.
Техніка розроблена протягом 1910-х–1940-х років для аналізу електричних схем була успішно впроваджена в механічних системах, які донедавна були мало зрозумілі для осмисленого використання.
Тому проблеми механіки найскладніших випадків були відтворені їх електричними аналогіями, котрі з легкістю досліджувалися в лабораторіях.
Не тільки методи, але і концепції електричних ланок були розширені на інші галузі фізики. Звичайно, найважливішою із них була концепція імпедансу, який визначається через співвідношення напруги та струму через амплітуду та фазу (для змінного струму).
Ця ідея була використана в механіці для співвідношення сили до швидкості, і в гідромеханіці та акустиці для вимірювання співвідношення тиску до потоку.
Розширення концепції імпедансу на електромагнітні поля — не нова, бо вперше її було висвітлено в цікавій статі Щелкунофа.
Імпеданс, який приписується середовищу при розповсюдженні хвилі, тісно зв’язаний з енергією потоку, проте щоб з’ясувати його складну природу необхідно розпочати з аналогії одномірної лінії передачі, як це і зробив Щелкуноф.
Нехай вздовж осі {\textstyle z} розташовано лінію передачі, в якій маємо змінний струм {\textstyle V=V_{0}E^{-i\omega t}}, {\textstyle I=I_{0}E^{-i\omega t}} — відповідно напруга та струм у довільній точці осі {\textstyle z}.
Величини {\textstyle V_{0}}, {\textstyle I_{0}} є функції тільки від координати {\textstyle z}.
Опір лінії на одиницю довжини — {\textstyle R}, а її індуктивність на одиницю довжини — {\textstyle L}. Тут звичайно присутній витік уздовж лінії, який відображають величина провідності {\textstyle G} та шунтуючої ємності {\textstyle C}. Імпеданс {\textstyle Z} і повна провідність {\textstyle Y} можуть бути представлені у формі:
{\displaystyle Z=R-i\omega L,}
{\displaystyle Y=G-i\omega C}
коли напруга та струм відповідатимуть умовам:
{\displaystyle {\frac {\partial V\;}{\partial z\;}}=-ZI,}
{\displaystyle {\frac {\partial I\;}{\partial z\;}}=-YV.}
Ці рівняння задовольняють дві системи розв’язків, що відображають хвилі. Перша розповсюджується прямо, інша — в зворотньому напрямку:
{\displaystyle I_{1}=A_{1}e^{ikz-i\omega t},} {\displaystyle V_{1}=Z_{0}I_{1},}
{\displaystyle I_{2}=A_{2}e^{ikz-i\omega t},} {\displaystyle V_{2}=-Z_{0}I_{2},}
де {\textstyle k=i{\sqrt {YZ}}}— константа поширення хвиль;
{\textstyle Z_{0}={\sqrt {Z/Y}}} — характеристичний імпеданс лінії передачі.
Тепер можна розглянути пласку електромагнітну хвилю, що розповсюджується до визначеного об’єднаного вектора {\textstyle \mathbf {n} }. Відстань, за цим напрямком буде вимірюватися координатою {\textstyle \xi }, і ми припускаємо, що залежність від часу буде визначатися фактором {\textstyle e^{-i\omega t}}.
Оскільки напруга та струм є скалярним величинами, але напруженості електромагнітного поля {\textstyle \mathbf {E} } та {\textstyle \mathbf {H} } — вектори.
Для встановлення фіксованого алгебраїчного знаку в рівняннях, необхідно використати конвенцію подання векторів {\textstyle \mathbf {E} } та {\textstyle \mathbf {H} \cdot \mathbf {n} }, котрий є паралельний до вектора {\textstyle \mathbf {E} } і направлений з ним в один бік.
{\displaystyle {\frac {\partial E\;}{\partial \zeta \;}}=i\omega \mu (\mathbf {H} \cdot \mathbf {n} ),}
{\displaystyle {\frac {(\partial \mathbf {H} \cdot \mathbf {n} \;)}{\partial \zeta \;}}=i(\omega \varepsilon +i\sigma )\mathbf {E} }
Звідси знаходимо значення імпедансу та повної провідності:
{\displaystyle Z=-i\omega \mu ,}
{\displaystyle Y=-i(\omega \varepsilon +i\sigma ).}
Константа поширення  {\textstyle k=i{\sqrt {YZ}}={\sqrt {\omega ^{2}\varepsilon \mu +i\omega \mu \sigma }}}.
Оскільки внутрішній імпеданс середовища для плоскої хвилі, визначений Щелкунофом є:
{\displaystyle Z_{0}={\sqrt {\frac {Z}{Y}}}={\sqrt {\frac {\omega \mu }{\omega \varepsilon +i\sigma }}}={\frac {\mu \omega }{\sqrt {\alpha ^{2}+\beta ^{2}}}}e^{-i\gamma }.}
тому у вільному просторі (вакуум) цей імпеданс редукує до величини {\textstyle Z_{0}={\sqrt {\mu _{0}/\varepsilon _{0}}}\approx 376.6\ \Omega }.
Припускаючи, що вектор {\displaystyle \mathbf {n} } спрямований за напрямком розповсюдження, тому різниця між позитивними та негативними хвилями втрачає актуальність і взаємозв’язок між електричними векторами стає:
{\displaystyle \mathbf {n} \cdot \mathbf {E} =Z_{0}\mathbf {H} ,}
{\displaystyle \mathbf {E} =Z_{0}\mathbf {H} \cdot \mathbf {n} .}
Тут присутній досить тісний зв’язок між внутрішнім імпедансом і комплексним вектором Пойнтінга:
{\displaystyle \mathbf {S} ^{*}={\frac {1}{2}}\mathbf {E} \cdot \mathbf {H} ={\frac {1}{2}}\mathbf {E} \cdot {\frac {\mathbf {n} \cdot \mathbf {E} }{Z_{0}}}={\frac {1}{2Z_{0}}}(\mathbf {E} \cdot \mathbf {E} )\mathbf {n} ,}
і тому відповідно маємо
{\displaystyle Z_{0}={\frac {1}{2}}{\frac {E^{2}}{S^{*}}}}.